# Алавердян, Давид
Давид Алавердян (ивр. דוד אלברדיאן‎, англ. David Alaverdian; 26 июня 1993, Нагария, Израиль) — израильский боксёр второго наилегчайшего веса. Восьмикратный чемпион Израиля и бронзовый призёр чемпионата Европы 2012 года[уточнить]. В настоящее время живёт и тренируется в США.

## Биография
Алавердян родился 26 июня 1993 года в Нагарии. В возрасте 8 лет он начал заниматься боксом.
Он спарринговал с чемпионом WBO в наилегчайшем весе Казуто Иокой, одним из лучших бойцов в мире вне зависимости от весовой категории.
Тренируется под руководством Флойда Мэйуэзера, отца легендарного боксера Флойда Мэйуэзера-младшего.
Алавердян дебютировал в США в показательном поединке против венгра Кечкемета Йено Тонте.
В 2022 году одержал свою шестую победу подряд в профессиональной карьере.